# Паметник на независимостта
Паметникът на независимостта в София е открит на 22 септември 2007 г. Разположен е до сградата на бившия Царски дворец.
Автори на паметника са проф. Георги Чапкънов и арх. Станислав Константинов. Представлява гранитен блок с размери 3 m на 1,5 m. Изобразява панорамата от тържествата на хълма Царевец при обявяването на Независимостта на България. В подножието на гранитния блок е положен бронзов лавров венец, под който са изписани думите „Да живее свободна и независима България“.